# Hilda Molina

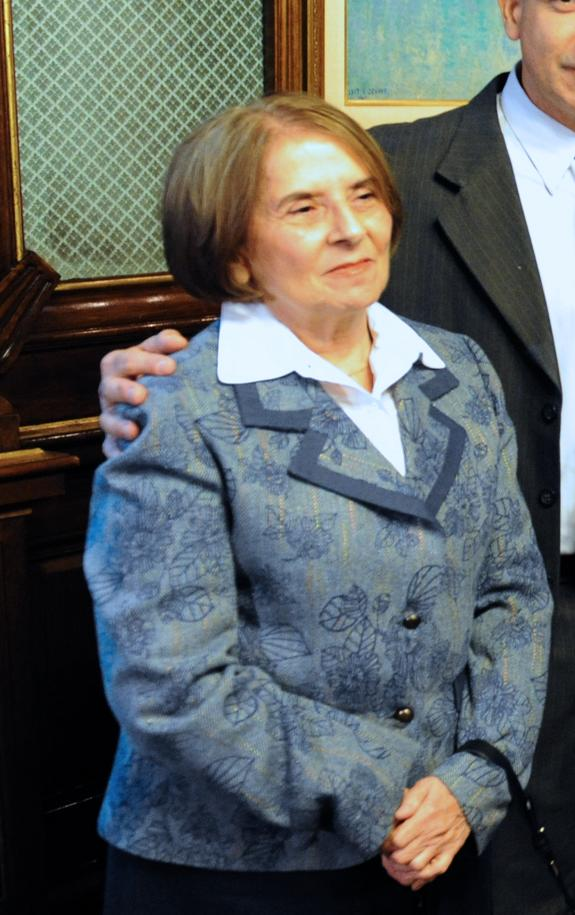
Hilda Molina

Hilda Molina y Morejon (Ciego de Ávila, Cuba, 2 de maio de 1942) é uma médica cubana que foi uma das fundadoras do Centro Internacional de Restauração Neurológica (CIREN)e deputada da Assembleia Nacional do Poder Popular. Apesar de ocupar posições relativamente confortáveis na hierarquia cubana, em 1994 Molina rompeu com o governo comunista de Fidel Castro. 

## Ruptura com castrismo
Rompidas as relações com o regime castrista, Fidel Castro impediu Hilda Molina de deixar a ilha por mais de quinze anos, sendo vítima de manifestações de repúdio, agressões físicas, vigilância constante e rigorosa, entre outras ações. Apesar de todas essas ações, Hilda Molina denunciou os abusos cometidos pelo regime comunista. 
Hilda Molina é uma mulher corajosa e determinada que, apesar das tentativas de encobrir o regime de Fidel Castro, conseguiu fazer ouvir sua voz em defesa dos Direitos Humanos, direcionando todos os seus esforços para divulgar a verdade sobre Cuba, não só no interior ilha, mas a nível internacional. 
Após esforços de Néstor Kirchner e pressões públicas, Fidel Castro autoriza a viagem de Hilda Molina à Argentina, onde seria declarada Personalidade de Destaque em Direitos Humanos.

## Crítica do castrismo

### Sobre Fidel Castro
Sobre Fidel, nas entrevistas que ele deu, Hilda destacaria sua frieza e carisma, além de criticar os seguidores de Fidel Castro.
Fidel era um psicopata, sociopata e narcisista. Os psicopatas são carismáticos e inteligentes. Fidel era perversamente inteligente, um estrategista extraordinário. O grande problema do mundo tem sido ignorá-lo.

Por que tantas pessoas seguem Fidel? (...) Porque todo mundo fica ressentido, mesmo que tenha dinheiro, está ressentido até consigo mesmo, com a vida, com o país, com o dinheiro que tem, são pessoas muito contraditórias na personalidade. Todas as pessoas ressentidas do mundo se alinharam atrás de Fidel.

Ódio, poder, dinheiro, essa é a ideologia do socialismo do século XXI, que eles chamam de populismo

### Sobre o UMAP
No discurso proferido na cerimônia em que Hilda Molina foi declarada Personalidade de Destaque dos Direitos Humanos, ela falou sobre a UMAP:
Embora eu apoiasse minha mãe em seu incansável luta contra uma das maiores atrocidades cometidas pelos Srs. Castro no século XX, presumo minha responsabilidade por não os ter condenado publicamente. Refiro-me à condição de "escória social" criada pela regime, que incluía homossexuais, religiosos em geral; e a todos os cubanos cujas escolhas de vida ou hábitos externos não correspondiam aos ditames oficiais. Esses compatriotas inocentes foram ameaçados, humilhado, marginalizado; e isolado no tristemente famosas unidades militares de ajuda à produção (UMAP), verdadeiros campos de trabalhos forçados no coração do hemisfério ocidental. Eu reconheço que não enfrentei como deveria ter feito por tanto tempo violação da dignidade humana, mas é bom lembrar tanto do chamado mundo civilizado e milhões de Os cubanos dentro de Cuba e fora dos mares, mantidos um silêncio cúmplice, enquanto os porta-vozes internacionais do regime, eles tentaram e ainda tentam negar esses fatos, que, a fim de prevenir sua recorrência, devemos lembre-se deles repetidamente, até que estejam gravados em a memória histórica da humanidade.

### Sobre a "revolução silenciosa"
Em entrevista à jornalista Laura Di Marco, Hilda Molina falaria sobre uma "revolução silenciosa" que se organizou a partir de Cuba:

(Fidel Castro) chamou-lhe: a "revolução silenciosa". Enquanto chegamos ao poder pelo caminho bobo da democracia, há anos fazemos a "revolução silenciosa", ou seja, eles penetram os neurônios, trabalham o cérebro das pessoas, trabalham a ideologia, capturam as almas da pessoa e isso é tudo. E estamos fazendo isso na América Latina com a mídia, com grupos empresariais, com centros de educação. E eu (...)  percebo até que ponto contaminaram a liberdade humana de pensamento